# Kazuhisa Kono
Kazuhisa Kono, född 30 december 1950 i Hiroshima prefektur, Japan, är en japansk tidigare fotbollsspelare.